# Hakachi
Die Hakachi (jap. 波勝), benannt nach dem Kap Hakachi, war ein Zielschiff der Kaiserlich Japanischen Marine (IJN), welches im Zweiten Weltkrieg zum Einsatz kam.

## Geschichte

### Entwicklungsgeschichte
Vor dem Pazifikkrieg wollte die IJN die Ausbildungseffizienz von Bomberbesatzungen für den Kriegsausbruch erhöhen. Der Zerstörer Yakaze wurde zu einem Zielschiff für das Bombenabwurfstraining umgebaut, jedoch war seine Panzerung entsprechend der eines Zerstörers nur vergleichsweise schwach. Die Yakaze konnte nur die Wirkung von 1-Kilogramm-Bomben aushalten.
Die Hakachi wurde daraufhin so gebaut, dass sie in der Lage war, 10-Kilogramm-Bombenabwürfe aus einer Abwurfhöhe von 4000 Metern auszuhalten. Die Hakachi war der erste Neubau der IJN, der als Bombenzielschiff konzipiert wurde. Ihr flaches Stahldeck gab ihr das Aussehen eines Geleitträgers und schützte sie vor 10 und 30 Kilogramm schweren Übungsbomben ohne Sprengstoff. Die IJN baute später die Ōhama-Klasse als Zielschiff der nächsten Generation, weil die Hakachi das einzige Schiff war, das für die Ausbildung von Piloten von Bomberflugzeugen zur Verfügung stand. Die IJN beabsichtigte die Hakachi in der Kombinierten Flotte an der Südfront einzusetzen.

### Bau
Der Bauauftrag für die spätere Hakachi wurde im Rahmen des Zusatz-Kreis-Bauprogramms (Maru Tsui  Keikaku) von 1941 mit der Baunummer 660 an Ishikawajima-Harima vergeben. Diese legte den Rumpf am 1. Februar 1943 auf ihrer Werft (Harima Zōsen) in Aioi auf Kiel und das zu Wasser lassen am 27. Juni 1943. Die Indienststellung erfolgte am 18. November 1943.

### Einsatzgeschichte
Ab 1. Dezember 1943 wurde die Hakachi der Kombinierten Flotte zugeteilt und zum 24. Dezember nach Truk verlegt. Dort wurde sie entsprechend als Bombenzielschiff für die Ausbildung von Piloten eingesetzt. Mitte Februar 1944 wurde sie während der Operation Hailstone durch amerikanische Trägerflugzeuge schwer beschädigt.
Am 24. Februar 1944 erreichte das beschädigte Schiff die Palauinseln und wurde von dem Werkstattschiff Akashi instand gesetzt. Dabei wurde sie umgebaut, um als Geleitfahrzeug für örtliche Schiffkonvois dienen zu können. Die bisherige Bewaffnung bestehend aus vier 13,2-mm-Maschinengewehren Typ 93 zur Flugabwehr wurde durch zwei 12-cm-Geschütze 28 2,5-cm-Maschinenkanonen Typ 96 ersetzt. Des Weiteren wurden Wasserbombenwerfer und bis zu 36 Wasserbomben zur U-Bootabwehr eingerüstet. Am 18. März fuhr sie als Geleitschiff zu den Lingga-Inseln und am 24. Mai dann in den Golf von Davao. Am 1. Oktober machte sie eine weitere Konvoibegleitung.
Sie überstand den Krieg in der Seto-Inlandsee und wurde am 30. November 1945 bei der Kaiserlich Japanische Marine außer Dienst gestellt. Ab dem 1. Dezember 1945 wurde das Schiff dem Alliierten Repatriierungsdienst als Transportschiff zugewiesen. Am 11. Dezember 1946 traf die Hakachi auf ihrer letzten Repatriierungsfahrt in Sasebo ein. Insgesamt transportierte sie 1.641 ehemalige japanische Militärangehörige zurück nach Japan. 1947 wurde sie in Osaka bei der Firma Fujinagata Zosensho abgewrackt.

## Technische Beschreibung

### Rumpf
Der Rumpf der Hakachi war über alles 93,5 Meter lang, 11,3 Meter breit und hatte bei einer Einsatzverdrängung von 1.930 Tonnen einen Tiefgang von 3,81 Metern.

### Antrieb
Der Antrieb erfolgte durch zwei Dampferzeuger – Kampon-Kesseln des Yarrow-Typs Modell Ho-Gō – und zwei Getriebeturbinensätzen mit denen eine Gesamtleistung von 4.400 PS (3.236 kW) erreicht wurde. Diese gaben ihre Leistung an zwei Wellen mit je einer Schraube ab. Die Höchstgeschwindigkeit betrug 19,3 Knoten (36 km/h) und die maximale Fahrstrecke 4.000 Seemeilen (7.408 km) bei 14 Knoten.

### Bewaffnung
Die Bewaffnung bestand bei Indienststellung aus vier 13,2-mm-Maschinengewehren Typ 93 in Doppellafetten, die der Flugabwehr dienten. Die 13,2-mm-Maschinengewehre verschossen im Einsatz rund 250 Schuss pro Minute, die Reichweite lag bei etwa 4,5 Kilometern bei 85° Rohrerhöhung. Die 314 Kilogramm schwere Lafette war um 360° drehbar und hatte einen Höhenrichtbereich von −15° bis +85°.